# Bulbostylis eleocharoides
Espèce
Bulbostylis eleocharoides est une espèce de plantes de la famille des Cyperaceae, espèce décrite pour la première fois par Robert Kral et Mark T. Strong. Aucune sous-espèce n'est répertoriée dans la base de données Catalogue of Life.